# Дессофф, Феликс Отто
Феликс Отто Дессоф (нем. Felix Otto Dessoff; 1835—1892) — немецкий дирижёр, композитор и музыкальный педагог.

## Биография
Отто Дессоф родился 14 января 1835 года в городе Лейпциге в еврейской семье; его отец был торговцем тканями. Музыкальное дарование юноши было замечено Ференцем Листом, который и посоветовал его отцу отдать его учиться музыке.
В 1851—1854 гг. Дессофф обучался композиции и фортепиано в Лейпцигской консерватории (ныне Лейпцигская высшая школа музыки и театра).
Занимал должность профессора теории композиции в Венской консерватории, где среди его учеников были, в частности, Йозеф Байер, Ойген Грюнберг, Франц Радницкий, барон Генрих фон Герцогенберг и Роберт Фукс.
С 1860 по 1875 год был дирижёром Венского филармонического оркестра. Музыкальный критик, редактор газеты и биограф Макс Кальбек написал в 1908 году, что слава и превосходство Венской филармонии стали результатом «энергии и целеустремленности Дессоффа».
В 1864—1865 гг. Отто Дессофф был руководителем Венской певческой академии основанной в 1858 году.
В 1880 году он был назначен на вновь созданную должность «первого капельмейстера» (Ersten Kapellmeisters) во Франкфуртской опере. 20 октября 1880 года он торжественно открыл недавно построенный Оперный театр (ныне известный как «Старая опера») с представлением «Дон Жуан» Моцарта.
Феликс Отто Дессофф умер 28 октября 1892 года во Франкфурт-на-Майне.
Написал несколько Lieder.